# Krim Belkassem

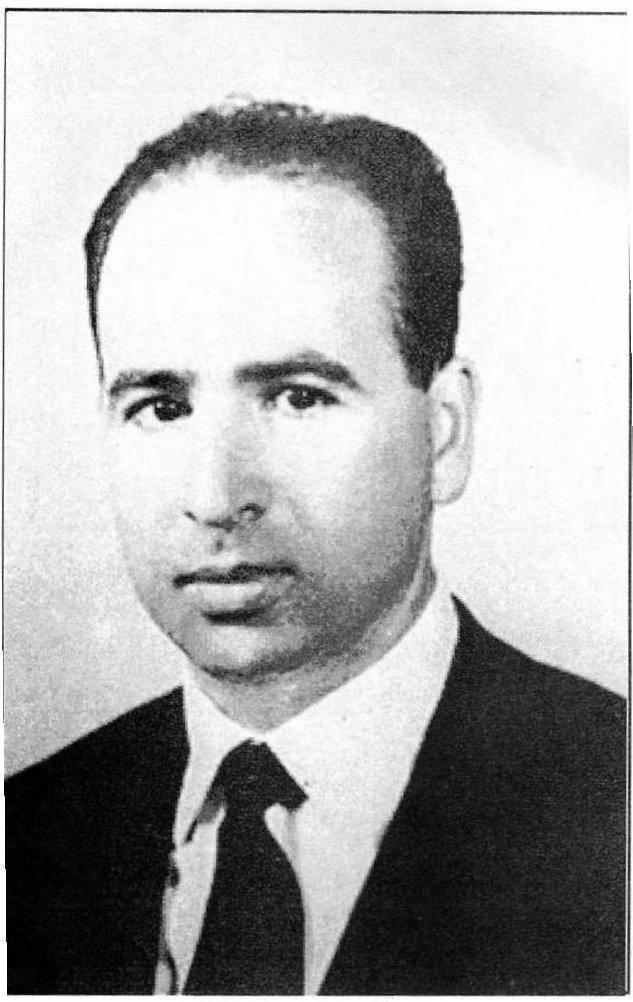
Krim Belkacem um 1945

Krim Belkassem (arabisch كريم بلقاسم), auch Belkassem Krim geschrieben (* 14. September 1922 in Kabylei, Ostalgerien; † 18. Oktober 1970 in Frankfurt am Main), war ein algerischer Offizier und Politiker, der eine bedeutende Rolle im Algerienkrieg spielte. Später wurde er im deutschen Exil von politischen Konkurrenten ermordet.

## Leben
Krim Belkassem war berbischer Abstammung. Als junger Mann ging er gegen den Willen seines Vaters nach Algier, verdingte sich dort als Arbeiter, wurde mit der französischen Sprache und Lebensweise vertraut und fühlte sich der französischen Kultur enger verbunden als der islamischen. 1942 trat er in die französische Armee ein. Er kämpfte im Zweiten Weltkrieg in einem Infanterieregiment, zuletzt als Feldwebel. In diesen drei Jahren wandelte er sich vom Freund zum erbitterten Gegner der Franzosen.
Die muslimischen Algerier waren durch den Code de l’indigénat gegenüber jüdischen und christlichen Franzosen diskriminiert und Belkassem erlebte, in Frankreich zu den Menschen zweiter Klasse zu gehören. Nach Kriegsende arbeitete er kurzzeitig als Juwelier, dann schloss er sich dem nationalistischen Parti du peuple algérien an. Statt sich an den Streitigkeiten unter den in Frankreich lebenden Algeriern (zwischen den Messalisten und ihren Widersachern, den „Zentralisten“) zu beteiligen, gründete er mit Genossen 1946/1947 den geheimen Kampfverband O. S. (Organisation spéciale), der sich als Keimzelle der zukünftigen „Nationalen Befreiungsarmee“ (ALN) erweisen sollte. Für den bewaffneten Kampf gegen die Franzosen kehrte er nach Algerien zurück. Er ermordete einen mit den Franzosen zusammenarbeitenden Landsmann und wurde unter anderem deshalb 1947 und 1950 in Abwesenheit zum Tode verurteilt.
Unmittelbar nach der Ermordung von Larbi Ben M'hidi im März 1957 während der Schlacht von Algier verließ Belkassem Algier und floh zusammen mit Benyoucef Benkhedda nach Tunis. Die Hauptstadt Tunesiens wurde fortan zum Sitz der algerischen Exilregierung. Mit Lakhdar Ben Tobbal und Abdelhafid Boussouf bildete Belkassem den Machtblock der Trois B (drei B), der ab 1957 innerhalb der Nationalen Befreiungsfront (Front de Libération Nationale, FLN) die Herrschaft erlangte, die zivile politische Führung an den Rand drängte und Konkurrenten, darunter Abane Ramdane, ausschaltete. Von 1958 bis 1962 war Belkassem stellvertretender Ministerpräsident, außerdem Verteidigungsminister (bis 1960) und Außenminister (bis 1962).
Nach der Unabhängigkeit Algeriens (1962) unterlag Belkassem in den innerparteilichen Machtkämpfen der FLN der Fraktion um Ahmed Ben Bella, 1963 ging er ins Exil (Italien, Schweiz). 1967 gründete er in Paris eine Oppositionsgruppe gegen die Regierung Houari Boumediennes, des algerischen Staatschefs von 1965 bis 1978. Im April 1969 wurde er zum dritten Mal in Abwesenheit zum Tode verurteilt, diesmal von einem „Revolutionsgericht“ in Oran wegen Verschwörung gegen die algerische Regierung. Anderthalb Jahre später wurde er im Frankfurter Hotel Intercontinental erdrosselt aufgefunden. Die Täter konnten entkommen. Sie reisten mit gefälschten marokkanischen Pässen, was zu Spekulationen führte, sie seien Marokkaner. Womöglich handelte es sich um ein Kommando des algerischen Geheimdienstes, das Belkacem wegen seiner Opposition gegen Boumedienne ausschalten sollte.

## Nachleben
Später wurde Krim Belkassem vom algerischen Staat rehabilitiert. Sein Leichnam wurde 1984 auf dem Platz der Märtyrer bestattet. Der Flughafen der algerischen Stadt Hassi Messaoud ist nach ihm benannt.